# Lillie Grandval
Lillie Grandval, née Lillie Millot à Francfort le 20 décembre 1904 et morte le 21 août 2000, est une soprano française qui a été active dans le domaine de l'opéra et de l'opérette pendant plus de trente ans, et qui est considérée comme une des cantatrices françaises parmi les plus acclamées de sa génération.

## Biographie
Elle étudie au Conservatoire de Paris auprès de Thomas Salignac et chante dans différents théâtres avant d'être remarquée à la première du Tzaréwitsch (Sonia) de Franz Léhar à Lyon en 1929.
Elle fait ses débuts à l'Opéra-Comique le 15 décembre 1932 dans Le Pré aux clercs (Marguerite de Valois). Elle joue ensuite Isabelle au même endroit, le rôle-titre de Manon, Mignon (Philine), le rôle-titre de Mireille, Phryné et Louise, Carmen (Micaela), La Traviata (Violetta), Le Barbier de Séville (Rosine), les Pêcheurs de perles (Léïla), Les Contes d'Hoffmann (Olympia, Giulietta, Antonia), Madame Butterfly (Butterfly), La Basoche (Marie d'Angleterre), Fragonard (la Guimard), Fortunio (Jacqueline), Angélique (Angélique), La Rôtisserie de la reine Pédauque (Catherine), Le Roi d'Ys (Rozenn), La Bohème (Mimi, Musette), Mesdames de la Halle (Ciboulette), Ciboulette (Zénobie) et Falstaff (Alice Ford).
Elle a eu comme partenaires de grands ténors français, ainsi que par exemple Jan Kiepura ou Giacomo Lauri-Volpi dans La Bohème.
Lillie Grandval est devenue une « divette d'opérette » pendant les années d'Occupation, elle a chanté aussi dans les provinces françaises, en Belgique et en Suisse et régulièrement à la radio. Elle a remporté un grand succès au Châtelet en 1941 dans Valses de Vienne des Strauss père et fils, puis a chanté Virginie dans Valses de France avec des morceaux de Gounod, Bizet, Godard, Delibes, Hervé et Métra, adaptés par Henri Casadesus avec certaines de ses compositions, dans des arrangements de son frère Francis Casadesus; cela a duré plus d'une année.
À la Salle Favart elle chante aux premières de Mon ami Pierrot de Barlow en 1935 (dans le rôle de Ninon) et de L'École des maris de Bondeville en 1935 (Isabelle); ainsi que Xénia dans Tarass Boulba de Samuel-Rousseau et Roxane dans Cyrano de Bergerac d'Alfano. Sa dernière apparition à l'Opéra-Comique date de 1953, mais elle a continué à chanter en province.
Elle fait ses débuts à l'Opéra de Paris en 1946 dans le rôle de Gilda de Rigoletto, puis elle interprète Marguerite dans le Faust de Gounod, Rozenn dans Le Roi d'Ys et Hébé dans Les Indes galantes à la Salle Garnier.
Plus tard au casino d'Enghien-les-Bains, elle chante le rôle de Jacqueline pour le jubilé du cinquantenaire de Fortunio en 1957, et Marie d'Angleterre, avec Willy Clément et André Dran, dans une reprise rare de La Basoche en 1958 dirigée par Jésus Etcheverry.

## Discographie
- Extraits de L'Étoile (1943) dans le rôle de Laoula, pour Pathé.